# Wilhelm Schöneboom
Wilhelm Schöneboom (* 22. August 1904 in Bant; † 18. Oktober 1967 in Wilhelmshaven) war ein deutscher Politiker.
Der gelernte Schlosser gehörte von 1926 an der KPD an. Nach deren Wiedergründung nach Ende des Zweiten Weltkriegs war er von der ersten Sitzung am 30. Januar 1946 bis zur letzten am 6. November 1946 einer von drei Abgeordneten der Partei im Ernannten Landtag von Oldenburg.

## Quelle
- Barbara Simon: Abgeordnete in Niedersachsen 1946–1994. Biographisches Handbuch. Hrsg. vom Präsidenten des Niedersächsischen Landtages. Niedersächsischer Landtag, Hannover 1996.

| Personendaten    | Personendaten                  |
| ---------------- | ------------------------------ |
| NAME             | Schöneboom, Wilhelm            |
| KURZBESCHREIBUNG | deutscher Politiker (KPD), MdL |
| GEBURTSDATUM     | 22. August 1904                |
| GEBURTSORT       | Bant (Wilhelmshaven)           |
| STERBEDATUM      | 18. Oktober 1967               |
| STERBEORT        | Wilhelmshaven                  |